# Iskra Vasiljevna Čurkina
Iskra Vasiljevna Čurkina (rusko Искра Васильевна Чуркина), ruska zgodovinarka, * 24. november 1931, Moskva, † 5. december 2024, Moskva.
Študij zgodovine je končala 1954 na Zgodovinski fakulteti v Moskvi. Leta 1958 se je zaposlila na Inštitutu slovanskih ved in balkanistike pri Akademiji znanosti ZSSR, kjer se je posebej posvečala slovenski zgodovini in rusko - slovenskim stikom.